# Sophia Hatzelmann

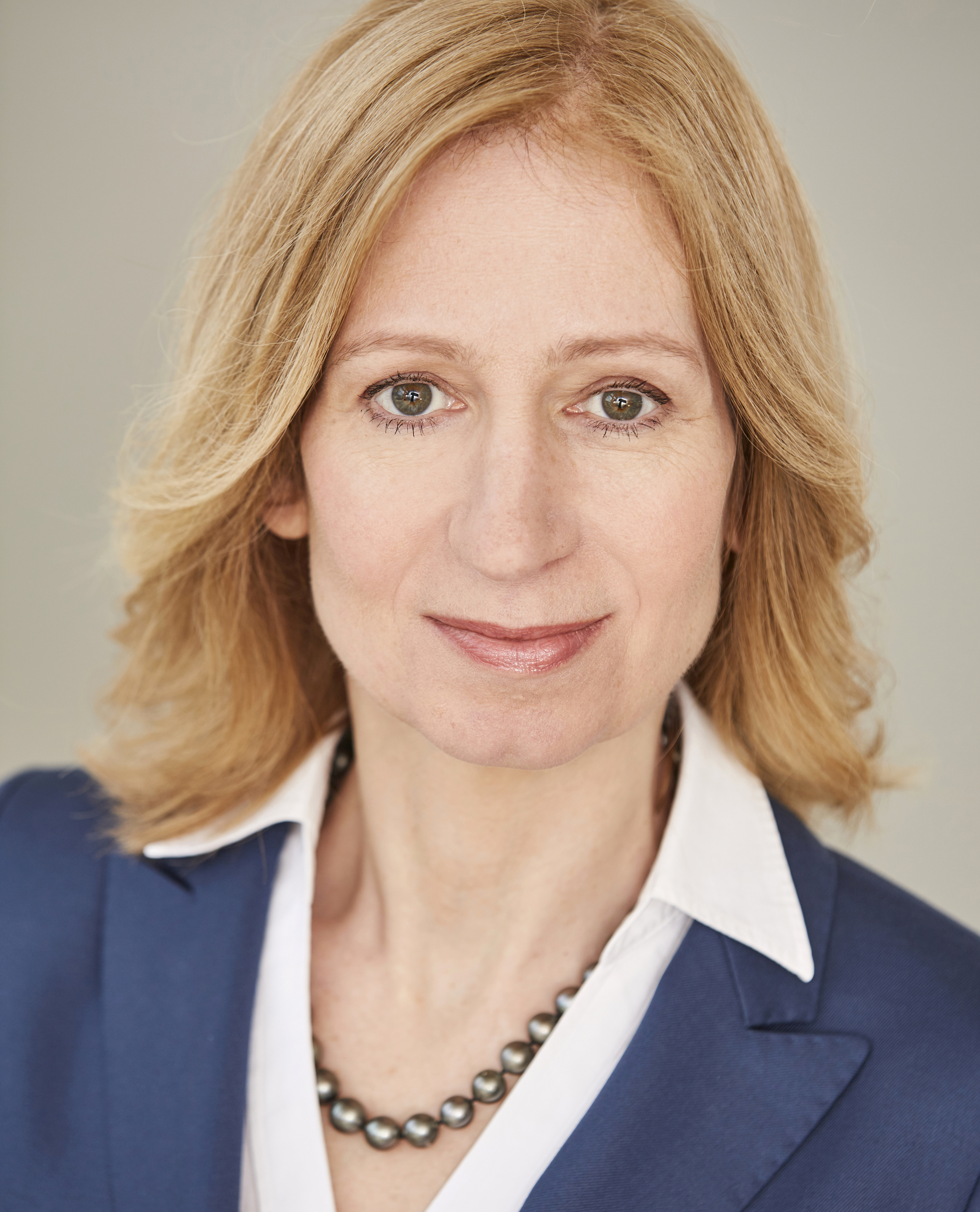
Sophia Hatzelmann (2018)

Sophia Hatzelmann (* 30. Januar 1974 in München) ist eine deutsche Managerin und Unternehmerin.

## Werdegang
Sophia Hatzelmann studierte Elektroingenieurswesen an der Universität Ulm, der Curtin University Perth und der Universidade Federal Fluminense in Brasilien, sowie Wirtschaftswissenschaften und Europa Studien an der RWTH Aachen. Nach Stationen bei Bertelsmann als Consultant in der Unternehmensentwicklung und bei der P3 Ingenieurgesellschaft als Programm- und Portfoliomanagerin, gründete sie 2007 mit Stefan Albert die ahc GmbH in Stuttgart. Als technische Unternehmensberatung ist das Unternehmen spezialisiert auf Projektmanagement, Prozessberatung, Digitalisierung und Innovationsmanagement. Die ahc GmbH ist vor allem für Unternehmen der Automobil-, Maschinenbau-, Mobilitäts- und Baubranche im In- und Ausland tätig.
Sophia Hatzelmann initiierte den jährlichen MINTsummit und war von 2014 bis 2019 Vorsitzende der MINT-Kommission im Verband deutscher Unternehmerinnen (VdU). Das Bundesministerium für Wirtschaft und Energie ernannte sie 2016 zu einer der Vorzeige-Unternehmerinnen der Initiative „FRAUEN unternehmen“. Bis 2019 gehörte sie dem Vorstand des Kompetenzzentrum Technik-Diversity-Chancengleichheit e.V. an, der den deutschlandweiten Girls’ Day durchführt. Im Jahr 2018 wurde sie als „erfolgreiche Ingenieurin und Unternehmerin“ sowie als „Vorbild für junge Mädchen und Frauen, die sich für Technik interessieren und einen entsprechenden beruflichen Weg einschlagen“ von der Hannover Messe mit dem Engineer Powerwoman Award 2018 ausgezeichnet.
Seit 2017 ist sie Industrie 4.0 Scout des Landes Baden-Württemberg.
Im Jahr 2020 wurde sie in die Vollversammlung der IHK Stuttgart gewählt. Insbesondere setzt sie sich dabei für die Belange der regionalen Industrieunternehmen ein. Ein Schwerpunkt ihrer Tätigkeit war die Entwicklung und Etablierung des beschleunigten Fachkräfteverfahrens, bei dem sie an der Kooperation zwischen der IHK und der Ausländerbehörde beteiligt war. Darüber engagiert sie sich bei aktuellen wirtschaftspolitischen Themen und Herausforderungen.
2024 wurde Sophia Hatzelmann erneut in die Vollversammlung der IHK Stuttgart gewählt.
Neben ihrem Engagement in der Industrie setzt sich Sophia Hatzelmann auch stark für Frauenrechte und die Förderung von Unternehmerinnen ein. Sie unterstützt aktiv Initiativen, die Frauen in der Wirtschaft stärken und ihnen zu mehr Sichtbarkeit verhelfen. Ihr Einsatz in diesem Bereich zeigt ihre Leidenschaft, Frauen in Führungspositionen zu fördern und die Gleichstellung in der Wirtschaft voranzutreiben.
Im Jahr 2019 wurde sie in den Wirtschaftsbeirat von Baden-Württemberg International (bw-i) berufen.
2020 sowie 2024 wurde sie in die Vollversammlung der IHK Stuttgart gewählt.